# 保利西
保利西（義大利語：Paolisi），是意大利贝内文托省的一个市镇。总面积6.1平方公里，人口2004人，人口密度328.5人/平方公里（2009年）。ISTAT代码为062048。